# روب كيلي (لاعب كريكت)
روب كيلي (18 مايو 1969 - ) (بالإنجليزية: Rob Kelly)‏ هو لاعب كريكت أسترالي.

## وصلات خارجية
- روب كيلي على موقع إي آس بي آن كريك إنفو (الإنجليزية)